# 東邦音楽大学附属東邦第二高等学校
東邦音楽大学附属東邦第二高等学校（とうほうおんがくだいがくふぞくとうほうだいにこうとうがっこう）は、埼玉県川越市今泉の東邦音楽大学川越キャンパス内にある私立高等学校。東邦音楽大学の附属学校である。音楽科を設置。設置者は学校法人三室戸学園。

## 沿革
- 1963年（昭和38年） - 女子高校として東邦音楽大学附属東邦第二高等学校開校し、普通科を設置。
- 1969年（昭和44年） - 普通科の募集を停止し、音楽科設置
- 2003年（平成15年） - 共学制に移行
- 2018年（平成30年） - 学校法人三室戸学園が創立80周年を迎える。

## アクセス
- JR埼京線・川越線南古谷駅より徒歩10分。
- 東武東上線上福岡駅より西武バス南古谷行き「東邦音楽大学前」より徒歩1分。

## 著名な出身者
- 知香 - 私立高校音楽非常勤講師、ものまねタレント
- ふづき美世 - 元宝塚歌劇団花組トップ娘役

## その他
- 音楽科併設の高校を舞台にしたテレビアニメ「金色のコルダ〜primo passo〜」（2006年10月～）の取材協力校。
- 2006年に放送のテレビドラマ、のだめカンタービレでは、コンサートホールのシーンでグランツザール（キャンパス内ホール）が使用されている。